# 威氏鼷鹿
威氏鼷鹿（学名：Tragulus williamsoni）也称威氏小鼷鹿、云南鼷鹿，一种分布于泰国和老挝北部和中国云南省勐腊县的一种鼷鹿，原与爪哇鼷鹿（Tragulus javanicus）一起被划归为小鼷鹿（Tragulus kanchil）的一个亚种，2004年起爪哇鼷鹿与威氏鼷鹿成为了独立物种。

## 形态特征
威氏鼷鹿是一种体型非常小的原始鹿类，体重1.3～2.0公斤，体长42～63厘米，肩高约20厘米。前肢短，后肢长，尾短，适于跳跃。面部尖削而长。额顶无角。雄性有发达的上犬齿，露出唇外呈獠牙状。上体、体侧麂黄色，颈下侧有显著白色条纹，胸腹部淡棕黄色。

## 生活习性
威氏鼷鹿主要栖息于热带稀树草丛、灌丛和阔叶林。主要以植物叶茎为食物，常在清晨和黄昏于溪沟边有水草的附近活动和觅食，一般单独活动。喜水，善于隐蔽。听觉、嗅觉均较敏锐。全年均可繁殖，孕期约５个月，每年1胎，每胎2仔。

## 分布
威氏鼷鹿主要分布于泰国、老挝北部，中国仅见于云南南部勐腊县，是仅有的一种鼷鹿，属中国国家一级保护野生动物。